# Dynamite (chanson de Christina Aguilera)
Pour les articles homonymes, voir Dynamite (homonymie).
Singles de Christina Aguilera
Keeps Gettin' Better
(2008) Not Myself Tonight
(2010)
Dynamite est une chanson électronique de la chanteuse américaine Christina Aguilera. Il s'agit du second single de son Greatest Hits, Keeps Gettin' Better: A Decade of Hits.
Dynamite est en tempo électronique, produite par Linda Perry où Xtina joue avec cet élément de superhéros basé sur le fait que ses fans ont grandi avec elle depuis qu'elle a 17 ans et soutiennent continuellement ses changements pendant des années", a cité Aguilera.